# 367. Infanterie-Division (Wehrmacht)
Die 367. Infanterie-Division war eine deutsche Infanteriedivision im Zweiten Weltkrieg.

## Geschichte

### Aufstellung
Die Division, dem Wehrkreis VII zugeordnet, wurde am 15. November 1943 im Raum Agram (kroatisch Zagreb) in Kroatien mit dem Stab und dem Rahmen der aufgelösten 330. Infanterie-Division (17. Welle und gleicher Wehrkreis) aufgestellt. Hinzu kamen Truppenabgaben der zu dieser Zeit in Istrien stationierten 71. Infanterie-Division und der in Albanien stationierten 297. Infanterie-Division. Die Anweisung zur Aufstellung erfolgte durch das Oberkommando des Heeres am 5. November 1943 und Änderungen vom 9. November 1944 im Rahmen der Aufstellungen von militärischen Verbänden zur 21. Aufstellungswelle.
Während der Aufstellung gehörte der Verband ab Dezember zum LXIX. (69.) Reserve-Korps der 2. Panzer-Armee in der Heeresgruppe F. Im März wurde die nun einsatzbereit gemeldete Division an die Ostfront verlegt.

### Tarnname 330. Gebirgs-Division
Zwischen dem 31. März 1944 und dem 1. April 1944 war die Division aus Gründen der Einsatzverschleierung in 330. Gebirgsdivision umbenannt worden. In diesen Zeitraum fällt der Einsatz der Division im Rahmen des Unternehmens Margarethe, welches die Besetzung Ungarns mit deutschen Truppen zum Ziel hatte.

### Ostfront

#### Heeresgruppe Nordukraine
Der Transport brachte die Division im April 1944 in den Raum Brody zum III. (3.) Armee-Korps der 1. Panzer-Armee im Bereich der Heeresgruppe Nordukraine. In den Monaten Mai und Juni war die Division dem XXXXVI. (46.) Armee-Korps zugeteilt.

#### Heeresgruppe Mitte
Im Juli 1944 wurde der Verband an die Heeresgruppe Mitte überstellt. Anfänglich gehörte die Division im Raum Bialystok zum LV. (55.) Armee-Korps der 2. Armee. Im September wechselte die Division mit seinem Korps zur 4. Armee im Raum Augustowo.
Im November 1944 wurde die Division dem VI. (6.) Armee-Korps der 4. Armee zugeteilt, mit dem es dann in Ostpreußen im Einsatz stand. Im Januar wurde der Verband dem XXXXI. Armee-Korps zugeteilt und war danach von Februar bis März in der Festung Königsberg gemeldet. In den offiziellen Unterlagen ist danach vermerkt „Verbleib unbekannt“.

### Kapitulation in Ostpreußen
Die Division kapitulierte am 9. April 1945 in der Schlacht um Königsberg in Ostpreußen als die Rote Armee die Truppen einkesselte und in sowjetische Kriegsgefangenschaft brachte.